# Portret Juana Agustína Ceána Bermúdeza (ok. 1786)

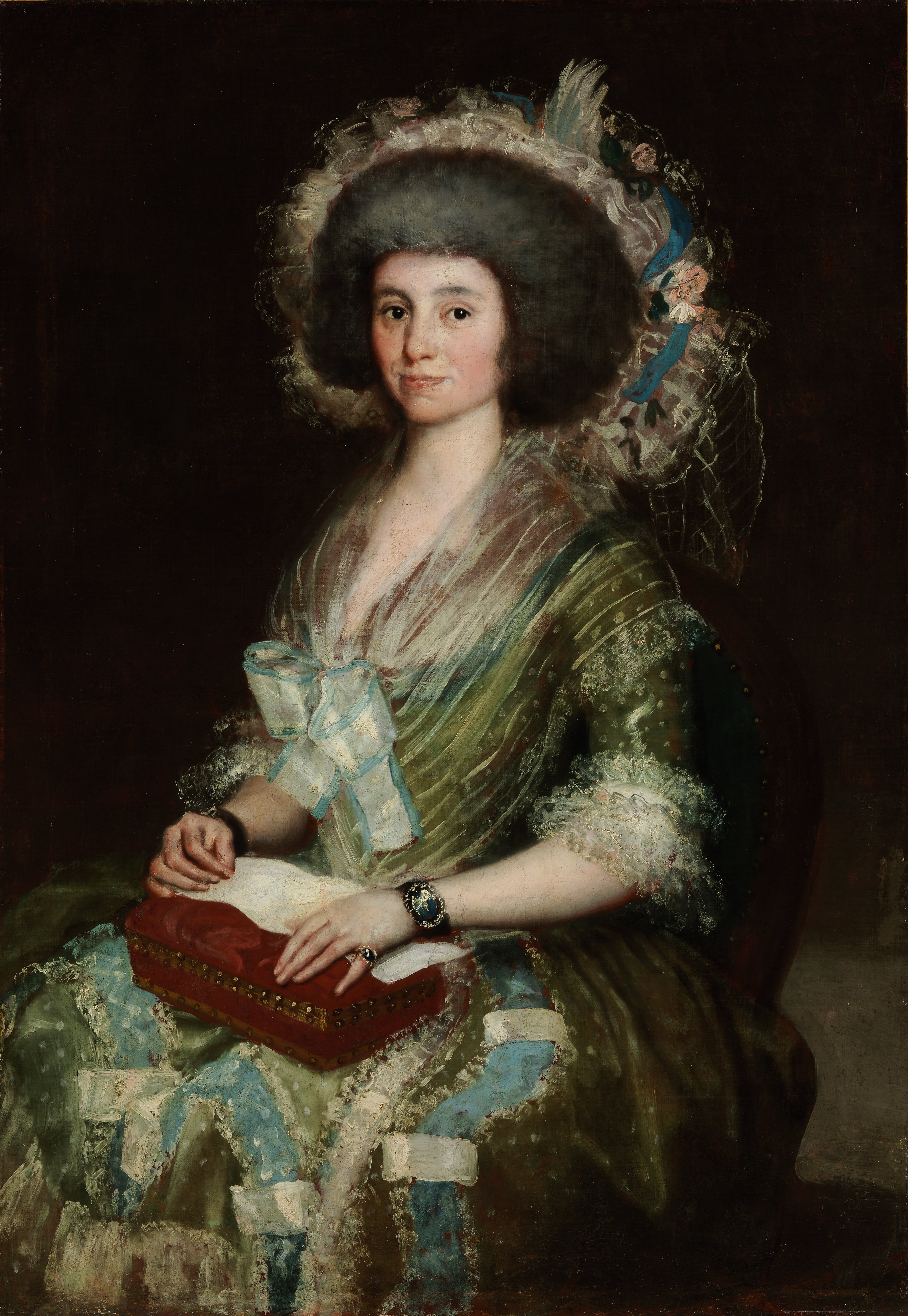
Portret markizy Bermúdez, Goya

Portret Juana Agustína Ceána Bermúdeza (hiszp. Retrato de Juan Agustín Ceán Bermúdez) – obraz olejny hiszpańskiego malarza Francisca Goi (1746–1828). Portret przedstawia Juana Agustína Ceána Bermúdeza (1749–1829), hiszpańskiego malarza, historyka i krytyka sztuki, a także długoletniego przyjaciela Goi. 

## Okoliczności powstania
Ceán Bermúdez należał do oświeceniowej arystokracji nazywanej ilustrados, był malarzem i historykiem sztuki. Kolekcjonował ryciny i sztychy na podstawie znanych dzieł z różnych krajów i epok. Pełnił funkcję sekretarza Gaspara Melchora de Jovellanosa, później pracował dla finansisty François Cabarrusa. Przyjaźnił się także z poetą Moratínem. Wszystkie te postaci należały do kręgu przyjaciół oraz protektorów Goi i zostały przez niego kilkakrotnie sportretowane. Pierwszy portret Ceána Bermúdeza (półpostać) Goya namalował ok. 1785. 
Portret Ceána Bermúdeza siedzącego w fotelu prawdopodobnie powstał w 1786 z okazji jego ślubu z Manuelą Camas y de las Heras jako pendant do Portretu markizy Bermúdez. Możliwe są także inne daty powstania wskazujące na okres 1790–1798, w którym Ceán przebywał na wygnaniu w Sewilli; m.in. podczas pierwszej podróży Goi do Andaluzji w latach 1792–1793, drugiej w latach 1796–1797 lub po powrocie Ceána do Madrytu w 1798. Jednak późniejsze daty są mało prawdopodobne, gdyż na portrecie Ceán wygląda na młodszego niż na rysunku sangwiną, który Goya wykonał ok. 1798–1799.
Znajomość artysty z Ceánem Bermúdezem zaowocowała ważnym zamówieniem na portrety dygnitarzy powstałego w 1782 Banku Narodowego San Carlos, instytucji finansowej poprzedzającej obecny Bank Hiszpanii. W późniejszych latach Ceán Bermúdez brał czynny udział w publikacji rycin Goi, m.in. zbiorów Tauromachia i Okropności wojny.

## Opis obrazu
Ceán Bermúdez w swobodnej pozie siedzi w fotelu: prawa noga jest założona na lewą, a ręka oparta na okrągłym stole. Na stole widoczne są odbitki rycin nawiązujące do jego kolekcjonerskiej pasji. Przedstawienie postaci ma charakter nieoficjalny, Ceán Bermúdez w naturalny sposób spogląda na widza, jakby prowadził z kimś rozmowę. Ma na sobie brązowy futrzany płaszcz, białą kamizelkę i koszulę, spodnie z klamrami i białe pończochy. Kolorystyka obrazu jest ciemna, jaśniejsze akcenty stanowią białe elementy ubioru i odbijająca światło klamerka buta. Ciemne, jednolite tło, podobnie jak w większości portretów malarza, pomaga w podkreśleniu portretowanej osoby. Malarz stosował szybkie pociągnięcia pędzlem bez dbałości o szczegóły, skupiając uwagę widza na twarzy portretowanego.
Goya wielokrotnie malował zamawiane przez szlachtę i burżuazję pary portretów (pendanty) przedstawiające na oddzielnych płótnach zwróconych ku sobie małżonków. Według Juliet Wilson Bareau Goya sportretował nowożeńców, przedstawiając każdego z nich w czasie ulubionego zajęcia – Ceán Bermúdez przegląda kolekcjonowane ryciny, a jego żona trzyma igłę i rozpoczęty haft.

## Proweniencja
Obraz należał do portretowanego, później trafił do kolekcji markiza de Corvera (1900) i markiza de Perinat y Campo Real. Obecnie znajduje się w kolekcji prywatnej w Madrycie.